# Визит короля Георга IV в Шотландию в 1822 году

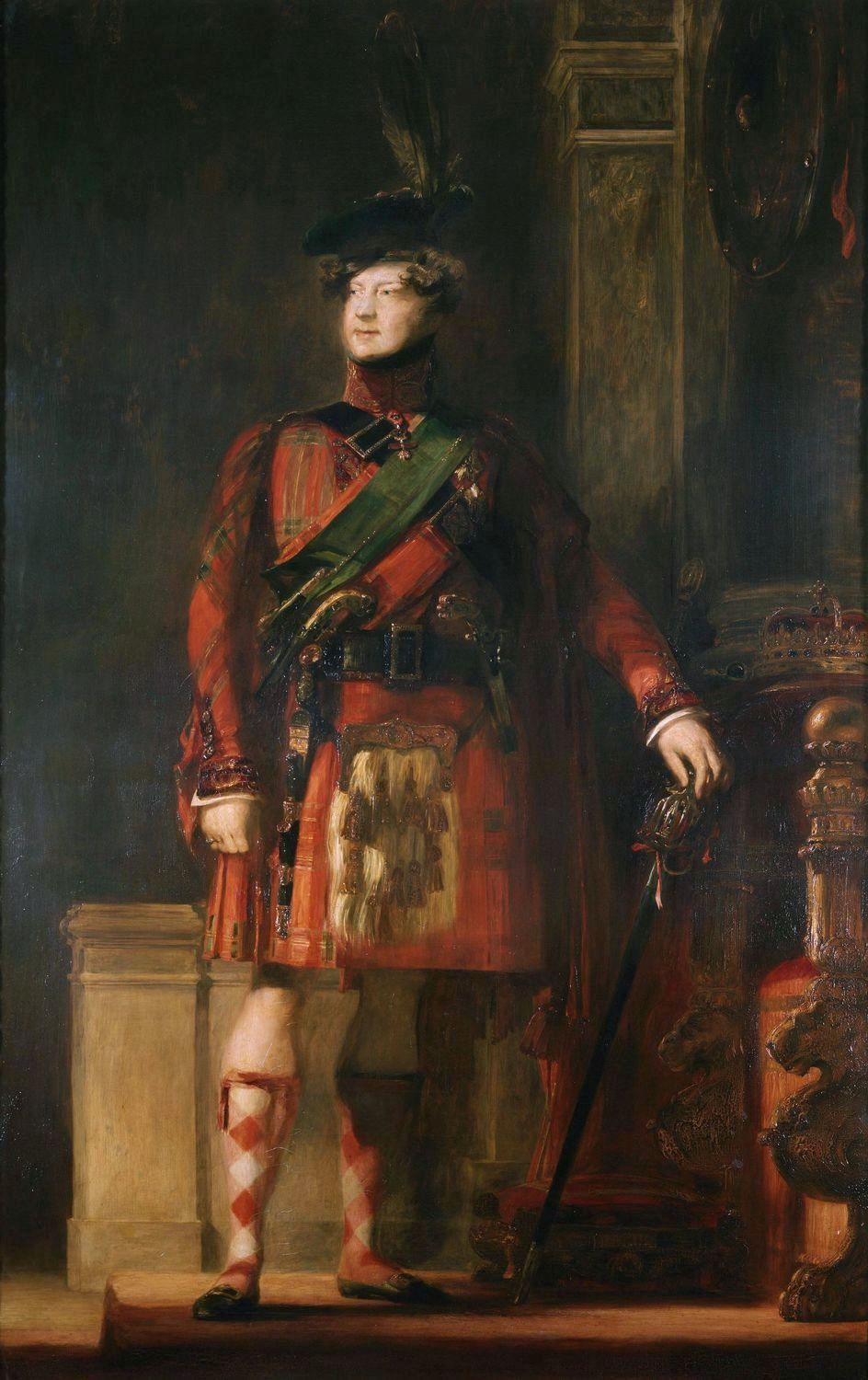
Приукрашенный портрет Георга IV кисти Дейвида Уилки, со светом, сглаживающим яркость килта и голыми коленями без розовых панталон

Визит короля Георга IV в Шотландию в 1822 году стал первым с 1650 года посещением этой страны царствующим монархом. Его причиной стало давление правительственных министров, которые хотели уберечь короля от дипломатических интриг Веронского конгресса.
Визит повысил популярность Георга в Шотландии и успокоил мятежное настроение подданных. Организатором выступил сэр Вальтер Скотт, он также был автором идеи одеть короля в килт, которая оказала большое влияние на восприятие тартанового килта как части шотландской национальной самобытности.

## Обстановка
После десятилетия правления в качестве принца-регента, Георг IV взошёл на трон. Его коронация 19 июля 1821 года была роскошно отпразднована, а многие церемонии были изобретены специально по этому случаю. Он был тучен и очень непопулярен, многие были возмущены его конфликтами с женой. Кроме того, он часто пытался манипулировать правительством. Радикалы рассматривали правительство как коррумпированную олигархию, и их растущее волнение вылилось в Шотландское восстание 1820 года, которое очень испугало дворянство. Король был приглашен на Веронский Конгресс, но правительство, желая сохранить контроль над Шотландией, убеждало Георга IV в необходимости совершить туда визит, который, как они надеялись, успокоит волнения. Страдая от болезни и находясь под давлением противодействующих фракций дипломатов и министров, король пребывал в нерешительности, но подготовка к визиту началась заранее, в надежде на его согласие.
Вальтер Скотт, автор романа «Уэверли, или Шестьдесят лет назад», который популяризировал романтический образ Шотландского Высокогорья, в 1815 году был приглашён на обед к Георгу IV, который в то время был принцем-регентом. В 1822 году Скотт стал баронетом и познакомился и с горным, и с равнинным дворянством Шотландии.
Килты и тартан использовались как военная форма, но уже не были повседневной одеждой, так как были запрещены после восстания якобитов «Законом об одежде» 1746 года. «Малые» килты были в новинку в горах, они появились примерно в 1720-х годах и позже стали использоваться в армии в качестве униформы, но романтика «старинных» больших килтов все ещё была привлекательна для людей, желающих сохранить национальную самобытность высокогорья. После отмены «Закона…» в 1782 году, горная аристократия учреждала Высокогорные Общества в Эдинбурге и других центрах, включая Лондон и Абердин. Это были клубы землевладельцев, целью которых было «развитие» и продвижение «главного применения древних высокогорных одежд». Члены клуба должны были их надевать на встречи. В многочисленных менее привилегированных объединениях, включая Кельтское Общество Эдинбурга, председателем которого был Вальтер Скотт, состояли как шотландцы с равнин, так и вожди кланов с безупречной «горной» родословной. Они тоже продвигали горную культуру, приходя на все собрания и танцы в «одеянии старого галла».

## Подготовка
Подготовкой к визиту Короля руководил Вальтер Скотт. По его замыслу, в церемониях по случаю посещения страны Георгом IV, древняя Шотландия должна была переродиться, а король, которого осмеивали в карикатурах как толстого развратника, смотрелся бы как «полный красивый мужчина со взглядом и движениями, преисполненными королевского достоинства». Георг должен был быть представлен в качестве нового якобитского короля, так как он был настолько же Стюартом, насколько им был «красавчик Чарли». Был создан небольшой комитет. Помощником Скотта был назначен его друг, генерал Дэвид Стюарт из Гарта, который пользовался бесспорным авторитетом среди горцев.
Скотт убедил Георга IV, что он не только принц из династии Стюартов, но и якобит-горец, и что он может правильно и должным образом носить «одеяние старого галла». В июле 1822 года Король заказал костюм в королевской красной расцветке тартана, (которая стала позже известна, как «Королевский тартан») с золотыми цепями и вооружением — дирком, мечом и пистолетом) в George Hunter & Co, компании, продающей одежду, на сумму 1 354 фунтов стерлингов 18 шиллингов (сумма, сегодня эквивалентная 110 000 фунтам стерлингов).
Вальтер Скотт обеспечил участие Высокогорных обществ и вождей кланов в мероприятии. Дэвид Стюарт разделил младших членов Кельтского Общества на четыре группы и тренировал их, как почетный караул. Эта смесь горцев и равнинных шотландцев оскорбила Александра Ренельдсона Макдонелла из Гленгэрри, вождя клана Макдонелл, который потребовал от Общества Истинных горцев дать преимущество шотландцам с высокогорья, но его притязания были проигнорированы. Некоторые вожди расценили это событие как шанс показать свои внушительные войска и тем самым опровергнуть утверждение об опустошенности высокогорья вследствие «зачистки». Килты для караула были позаимствованы у армии Сатерленда.
Скотту помогал его друг, молодой актёр Уильям Генри Мюррей, чей талант в декорировании сцены и костюмов нашел своё применение в создании окружения и «восстановлении старинных одежд» для торжеств. Холирудский дворец был подготовлен к государственным событиям, но в качестве королевской резиденции был не в лучшем состоянии, и были приняты меры к размещению короля в Далкитском дворце в 11 км от Эдинбурга.
Беспокойство вызывали порядок и этикет, в основном среди обидчивых горных вождей (особенно Гленнгэрри), с которыми Скотт познакомился в процессе выпуска брошюры «СОВЕТЫ жителям Эдинбурга и другим лицам во время предполагаемого ПОСЕЩЕНИЯ ЕГО ВЕЛИЧЕСТВА от старых горожан». В ней кратко описывались запланированные мероприятия и давались рекомендации по одежде и поведению.
Все джентльмены города должны были принять участие в публичных выступлениях одетыми в синий фрак, белый жилет, белые или нанковые (желтоватого цвета) хлопковые штаны и в темные с низкой тульей шляпы, украшенные кокардой в виде флага Шотландии. Инструкции были даны и тем, кому посчастливилось исполнять какие-либо обязанности или быть приглашенным на прием к Его Величеству. Также присутствовало описание одежды вождей и их «свиты», которые, как ожидалось, «значительно прибавят разнообразия, грациозности и элегантности».
Исключением был «Большой Бал», который давали пэры Шотландии для развлечения короля. Брошюра Скотта называла это «Высокогорным балом» и напоминала о том, что Король согласился носить килт только при условии, что «никому не будет позволено появиться в чём-либо, кроме старинного костюма высокогорья». При этом люди с равнин вдруг начали отчаянные поиски своего горного происхождения (хотя бы дальнего), а заодно и подходящего килта с тартаном. Это стало поворотным моментом, когда килт, обычная одежда горцев, стала восприниматься как национальная одежда всей Шотландии.
Контракт на поставку продовольствия выиграл Эбинейзер Скрогги, который был прообразом Эбинейзера Скруджа в «Рождественской песне» Чарльза Диккенса.

## Визит

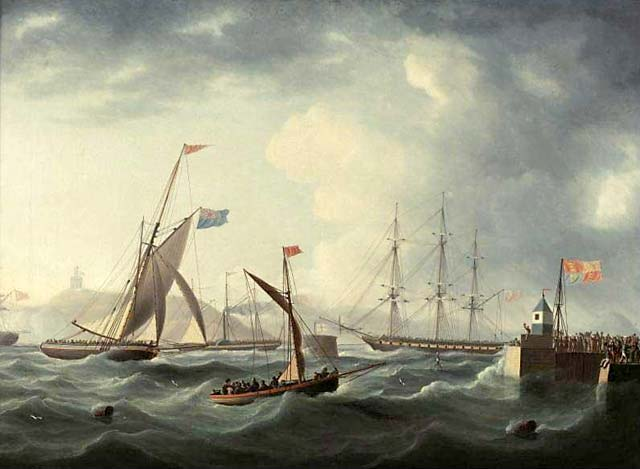
Royal George в Лейте.

Первое мероприятие состоялось на день рожденья Короля, в понедельник, 12 августа 1822 года. В процессии Среднелотианская Конница и группы горцев сопровождали карету, перевозящую шотландские регалии и сановников в Холирудский дворец. Процессия собиралась в Маунде перед походом к Замку, и через несколько минут после отправления она была остановлена вычурно одетым Гленгэрри верхом на коне, который заявил, что возглавлять процессию — его законное право. Положение спас капитан Эван Макдугалл, который убедил вспыльчивого Гленгэрри отойти с дороги. Наблюдаемая разодетой толпой, процессия получила регалии, а затем вернулась в Маунд и прошла по Принсез-стрит, а затем направилась к Холирудском дворцу через Кэлтон-Хилл.
Корабль Короля, Royal George, прибыл в Ферт-оф-Форт 14 августа, но высадка была отложена из-за ливня. 15 августа, Король в морской форме вышел в Лейте, прошел по красной дорожке, усыпанной цветами, чтобы поприветствовать толпу. После пятнадцати минут традиционных королевских приветствий при въезде в город он сел в свой экипаж. Через некоторое время спокойствие снова было прервано Гленсгэрри. Он размахивал своей шляпой и крикнул «Ваше Величество, добро пожаловать в Шотландию!» Король, находясь в хорошем расположении духа, любезно поклонился в ответ на это неожиданное приветствие. Процессия включала в себя равнинные и горные полки, а также оркестр волынщиков и барабанщиков, сопровождавших Королевскую открытую повозку 5 км на пути до Эдинбурга мимо приветствующих своего монарха шотландцев. Около ненастоящих «средневековых» ворот королю передали ключи от города и от «сердца и души» этих людей.
Следующий день Георг IV провел вдали от общественности в Далките. Эдинбург был полон посетителей, и они гуляли вечером по городу, наслаждаясь украшениями на домах.
17 августа Король провел короткий дневной прием в Холирудском дворце, где собралась очередь, чтобы поприветствовать Георга IV. Король был одет в килт с розовыми панталонами, которые скрывали его полные ноги. Они были описаны как «цвета человеческой плоти штаны, призванные сымитировать королевские колени». Когда кто-то пожаловался, что килт слишком короткий, чтобы быть благопристойным, леди Гамильтон-Далримпл остроумно заметила: «Поскольку он пробудет здесь недолго, мы должны видеть его лучшую сторону».
Король не показывался на публике до 19 августа, когда он пришел в Холируд послушать длинную подготовленные речи от Церкви Шотландии, Шотландской Епископальной Церкви, университетов, графов и Высокогорного общества и дал на них краткий ответ.
Ещё один официальный прием состоялся 20 августа. На него прибыли 457 женщин, и обычай требовал, чтобы он поцеловал каждую в щеку. Король покинул Далкит лишь на два часа, и прием должен был продлиться только с 2.15 до 3.30. В суматохе некоторые леди не получили поцелуя, а некоторые ничего не почувствовали из-за волнения. Все были одеты в дорогие платья с широкими шлейфами, многие украсили свои завитые волосы страусиными перьями. Следующий день он провел в Далките, а вечером обедал со Скоттом.

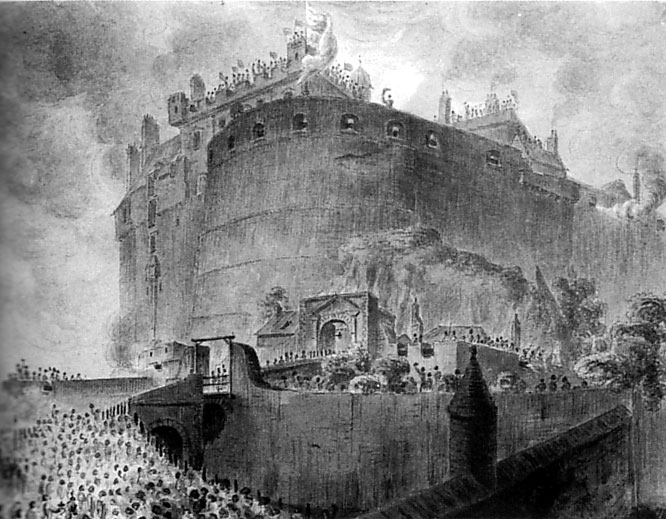
Король на стене замка

22 августа, пока Большая Процессия шла от Холируда до Эдинбургского замка, снова хлынул ливень. Процессия и король в закрытом экипаже прошли по Королевской миле, украшенной разноцветными флажками и набитой людьми, укрытых своими зонтами. В замке король поднялся на стену, чтобы помахать продолжающей кричать «Ура!» толпе шляпой и дать небольшую речь: «О Боже! Какой вид. Я даже не представлял, что в мире существует такая прекрасная сцена; а я обнаружил её в своих собственных владениях. И люди такие же прекрасные и необыкновенные, как она».
Вечером 23 августа состоялся «Большой Бал», устроенный пэрами. Георг IV пришел в мундире фельдмаршала вместо ожидаемого килта, и наслаждался шотландскими народными танцами и богатством килтов, в которые были одеты мужчины. Он ушел незадолго до полуночи, но бал продолжался и закончился уже за час ночи. Помещение декорировал Уильям Генри Мюрей, и такой успех был его триумфом.
Утром 24-го августа состоялась небольшая церемония и процессия отнесла Королевские регалии Шотландии из Холируда обратно в Эдинбургский замок под охраной клана Макгрегор. Вечером король появился на банкете в Доме Парламента.
На следующий день, в воскресенье, Георг IV посетил службу в Сент-Джайлсе. В понедельник он посетил покои своего предка, Марии Стюарт, во Холирудском Дворце, а вечером посетил ещё один бал. Снова многие танцоры были одеты в килт, и он был впечатлен рилом и страспеем.
27 августа Георг IV последний раз появился на публике, насладившись театральной постановкой романа Вальтера Скотта «Роб Рой».

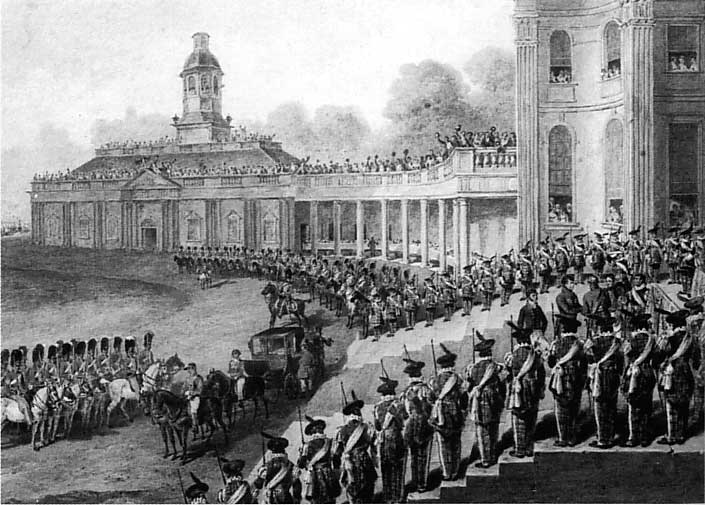
Король прибыл в Хоуптаун-хауз

Визит был окончен с посещением королём Хоуптаун-хауза в 19 км от Эдинбурга. Были предприняты меры, чтобы толпа ждала его там под дождем. Позже он взошел на борт недалеко от Саут-Квинсферри.

## Результат
Ношение королём килта было безжалостно высмеяно. Был создан запоминающийся образ «нашего толстого друга», взбирающегося на коня. Несмотря на это, а также на отзывы о визите, как об «одном и ещё двадцати глупых дней», результатом посещения стало увеличение доброжелательности и подъём шотландского национального самосознания, объединились высокогорье и равнина, которые разделили между собой символизм килтов и тартана. Гордость вождей Кланов за их культурное наследие была возрождена.